# 牛山鶴堂
牛山 鶴堂（うしやま かくどう、明治2年8月29日（1869年10月4日） - 1906年（明治39年）3月3日）は明治時代の翻訳家、小説家、新聞記者。1887年（明治20年）頃英文学の翻訳や政治小説を手がけた後、朝野新聞・中外商業新報で記者として活動した。

## 経歴
明治2年（1869年）8月20日信濃国諏訪郡下諏訪町に大工牛山伝次の長男として生まれた。本籍は同郡四賀村。幼くして父に大工業を習った。1875年（明治8年）下諏訪小学校に入学し、1882年（明治15年）近所の温故義塾で西師意に学問を学んだ。
1883年（明治16年）上京し、尾澤琢郞等と同宿しながら職を探した。1884年（明治17年）共立学校に入学して英語を学び、年末修業した。1886年（明治19年）発表した『梅蕾余薫』が人気を博し、神田区五軒町20番地から末広町12番地に転居した。また、この頃赤峰瀬一郎の実学会英学校に関係し、同校教員天野為之との関係が後の新聞社等への就職に繋がった。
1887年（明治20年）著作を多数発表した後、諏訪に帰郷し、英語を教えた。1888年（明治21年）10月15日から1889年（明治22年）4月23日まで埼玉県第一部庶務課雇員を務めた後、『自治新誌』に「英国々会議院史」「欧米諸強国形勢一班」等の翻訳を連載したが、1890年（明治23年）6月廃刊し、9月朝野新聞に入社した。
1892年（明治25年）帰郷し、新聞経営を持ちかけられるも断った。1893年（明治26年）6月20日独逸伯林本会日本東京支会国際法特別講修科を修業している。
1894年（明治27年）5月『中外商業新報』に入社し、1895年（明治28年）3月戦況通信のため近衛師団への従軍を出願して日清戦争に従軍、1896年（明治29年）頃関東地方の蚕糸業を取材したほかは、主に外国関係の記事を担当し、西郷従道やメキシコ公使館と関係を持ったという。
医学を独学し、1902年（明治35年）頃深川区に海浜病院の建設を計画したが、実現しなかった。
1906年（明治39年）3月3日腎臓病により日本橋区亀島町一丁目64番地の自宅で死去し、下谷区谷中の功徳林寺に葬られた。戒名は真如院円誉実相観月居士。

## 著書
- 『政治小説 梅蕾余薫』
1886年（明治19年）12月刊。ウォルター・スコット『アイヴァンホー』纂訳。跡部素山校補。原著は歴史小説だが、反専制主義的政治小説として売り出した[13]。題名は、ヒロイン朗宇娜（ローウエナ）を描写した「年紀甫て二八。梅蕾香を送りて、暗に黄鳥を待つの時なり。」[14]等による[15]。

- 『新訳 魯敏孫漂流記』
1887年（明治20年）3月刊。『ロビンソン・クルーソー』抄訳。跡部素山校補。これ以前にも同書の訳本は多数あり、翻訳の質は井上勤『漂流奇談』（ママ）に劣る[16]。

- 『双鸞春話』
1887年（明治20年）3月刊。ベンジャミン・ディズレーリ『ヘンリエッタ・テンプル（英語版）』抄訳。跡部素山校補。布亜地南土（ファーヂナンド）と娩孋威嫷（ヘンリエッタ）、門土保徳（モントフォート）と嫭是拉婉（カゼライン）の2組の「双鸞」の恋愛を描く[17]。

- 『社会小説 日本之未来』
1887年（明治20年）5月刊。藤沢蟠松校閲。国会開設を数年後に控え、代議政体が理想的に運用される200年後の日本を描いたユートピア小説[18]。立憲改進党員牛野憲雄が対立党員の妹春園花子からの好意を受けながら改進党総理、内閣総理大臣に上り詰め、九州自治権、女性参政権を実現させる物語[19]。「社会小説」と冠した最初の作品だが[18]、後の社会主義を主題とする社会小説との関連はない[19]。

- 『日本新世界』
1887年（明治20年）5月前編のみ刊。殖産興業により実業社会が実現した未来の日本を舞台に、自由教育・男女交際・内地雑居等の模様を描く[20]。

- 『英和対訳 西洋落語』
1887年（明治20年）5月刊。日本初の対訳笑話集[21]。1890年（明治23年）3月『西洋落噺』として再版[9]。

- 『改正パーレー氏万国史直訳』
1887年（明治20年）刊。実学会英学校校閲[9]。パーレー『万国史』対訳[22]。

- 『改正増補 松本氏会話』

1887年（明治20年）7月刊。松本孝輔『英和通語』の訳語を更新したもの。
- 『野州那須郡高林村大字青木ノ営業ニ関スル訓旨大綱』
1891年（明治24年）11月刊[25]。

- 「スヰントン氏万国史直訳」
ウィリアム・エルジン・スウィントン（英語版）『万国史』直訳[22]。出版されたか不明[10]。

- 「稲妻銀行」
挿絵のみ現存。元は小説か[22]。

- 「内臓組織解剖図原稿」
西洋医学書の抜粋[12]。

## 家族
- 父：牛山伝次 – 信濃国諏訪郡四賀村普門寺出身。諏訪大社下社の宮大工三井峰吉宅で働いた[2]。
- 母 – 諏訪郡下諏訪町小松貴一姉[2]。
- 妻：よしゑ – 伊那郡出身。小松貴一妻女の親戚。1896年（明治29年）結婚[12]。
- 長男：鉄雄 – 1899年（明治32年）生、同年7月7日没[12]。
- 長女：ちよ – 1902年（明治35年）生[12]。
- 次女：ふみ – 1906年（明治39年）生[12]。
- 養孫 - ふみの養子。下諏訪町で大工業を継承した[12]。